# Mark Adams
Mark Adams (Londra, 11 dicembre 1961) è un designer britannico.

## Biografia
Intorno alla metà degli anni settanta, l'allora giovanissimo Adams partecipò ad un concorso di design indetto dalla rivista inglese Autocar, alla cui redazione inviò alcuni schizzi. Fu così che Adams ottenne una menzione da "non professionista" e che comprese che il mondo del design automobilistico sarebbe stata la sua strada futura.
Dopo gli studi superiori, Mark Adams ha frequentato sia la facoltà di Ingegneria, sia quella di design Industriale, terminando entrambi i corsi ed ottenendo anche un Master in Ingegneria Meccanica presso la Royal College Art di Londra.

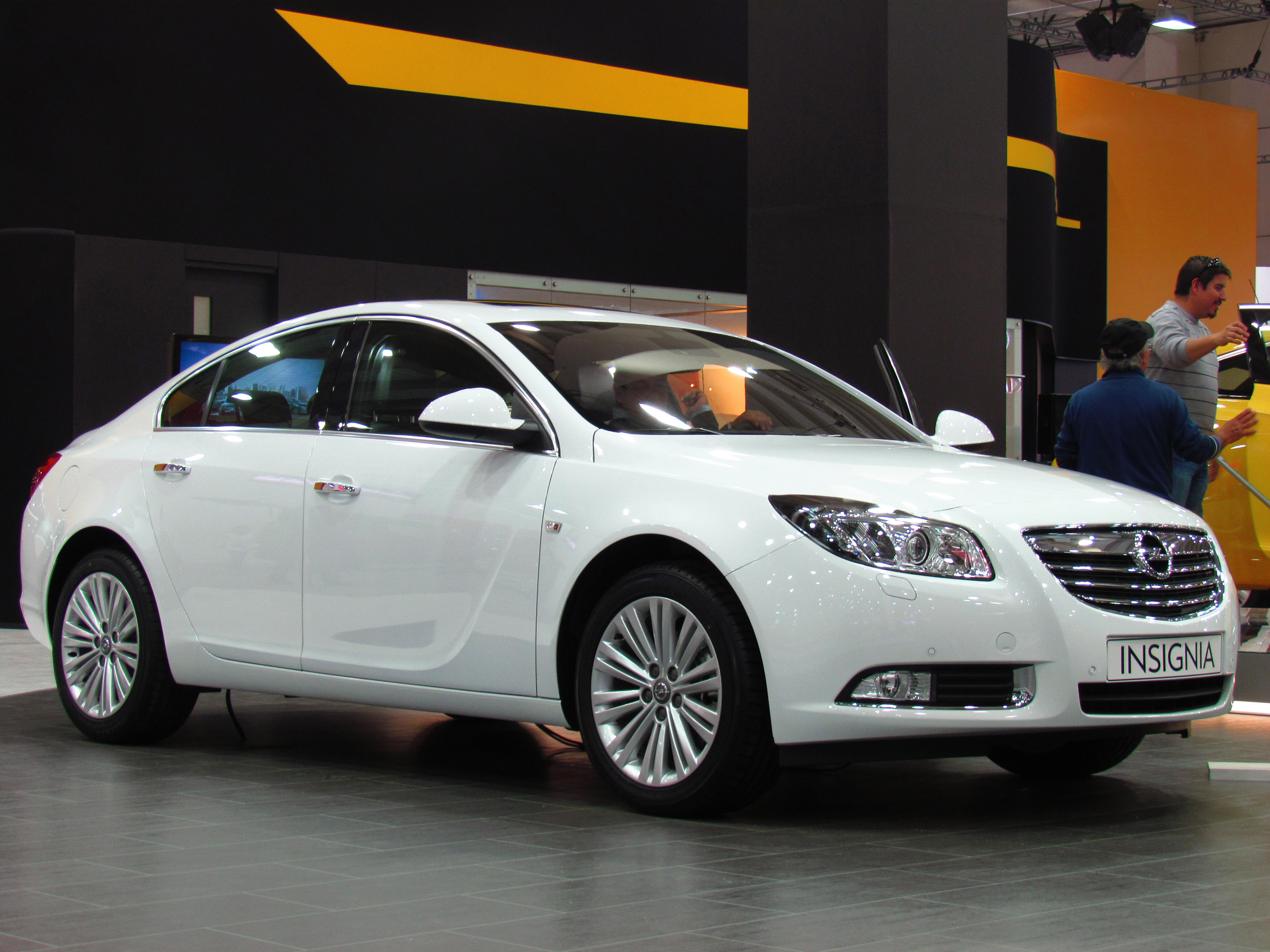
Opel Insignia del 2013, vincitrice del premio auto dell'anno e opera più nota di Adams

Mark Adams ha trascorso gran parte della sua carriera professionale presso la Ford, dove ha rivestito svariati incarichi nel settore del design automobilistico. Ma il passo decisivo si è avuto solo nel 2002, quando approdò alla General Motors, che lo indirizzò a Rüsselsheim, presso il quartier generale della Opel. Qui Mark Adams seppe dare un'impronta decisiva alla produzione della casa tedesca, che fino a quel momento proponeva modelli dal design troppo serioso e poco emozionante. I suoi primi contributi si fecero vedere con la presentazione della Opel Astra H, caratterizzata da linee decisamente più innovative, in particolare nella versione GTC con carrozzeria coupé. Anche le nuove Corsa e Zafira, nonché il SUV Antara portano la firma di Adams, così come la quasi totalità della produzione Saab degli anni 2000.
Il periodo più grande per Mark Adams è stato quello tra il 2007 ed il 2009. Del 2007 è da ricordare il prototipo GTC Concept, una grossa coupé dalle linee innovative che prefigurava la berlina Insignia, nata alla fine dell'anno successivo. Il 1º giugno 2007 Mark Adams viene nominato vice presidente del design per la General Motors Europe. In questo modo egli diventa responsabile nel settore design per i marchi Opel, Saab, Vauxhall e per alcuni modelli della Saturn, riservati però al mercato statunitense.
Le soddisfazioni continuano anche in seguito con la Insignia, vettura di classe medio-alta destinata a rimpiazzare la Vectra, che ottiene numerosi consensi ed alla fine del 2008 viene nominata Auto dell'anno 2009.

## Modelli disegnati
Ford
- Ford Fiesta V

Opel
- Opel Astra H
- Opel Ampera
- Opel GTC Concept
- Opel Insignia
- Opel Karl
- Opel Meriva B
- Opel Monza Concept
- Opel Zafira Tourer Concept
- Opel Corsa E
- Opel GT Concept 2016
- Opel Insignia B
- Opel Adam
- Opel Astra J
- Opel Corsa F
- Opel Mokka B

Cadillac
- Cadillac CTS